# Trölladyngja
Trölladyngja (pronuncia: ˈtʰrœtlaˌtiɲca) è il più grande vulcano a scudo dell'Islanda.

## Denominazione
Il suo nome in lingua islandese significa vulcano a scudo del troll. I Tröll sono i mitici giganti della mitologia norrena, mentre "dyngja" è il termine utilizzato per indicare un vulcano a scudo.

## Descrizione
Il Trölladyngja è situato nell'Ódáðahraun, il più esteso campo di lava dell'Islanda, nella regione degli Altopiani d'Islanda, compreso entro i confini del Parco nazionale del Vatnajökull. Si trova in una zona di grande attività vulcanica e nel raggio di 50 chilometri si trovano altri vulcani come Askja, Bárðarbunga, Tungnafellsjökull e Kverkfjöll.
Il vulcano si innalza fino a 1468 metri di altezza, elevandosi di circa 600 metri rispetto al campo di lava circostante.
Il vulcano ha un diametro di circa 10 km e un'inclinazione compresa tra 4 e 5° nei versanti più bassi, mentre la pendenza diventa di 6-8° salendo con l'elevazione. Il cratere ha una forma oblunga, con una lunghezza compresa tra 1.200 e 1.500 metri, una larghezza di 500 metri e una profondità di 100 metri.
Il flusso di lava è stato prevalentemente in direzione nord, ma un ramo laterale è fluito fino alla valle Bárðardalur, che dista quasi 100 km.
Un'eruzione riportata nella zona del Trölladyngja nel 1961 è probabilmente da attribuire al vulcano Askja, di cui è appurata l'eruzione in quell'anno.

## Ascensioni
La montagna fu scalata per la prima volta il 18 luglio 1875 da William Watts insieme a Þorlákur Jónsson, un contadino di Grænavatn a Mývatnssveit.